# Daewoo BH
Daewoo BH — туристический автобус, выпускаемый южнокорейской компанией Daewoo с 1981 года. Основными конкурентами модели являются Hyundai Aero и Kia Granbird.
Автобус модернизировался до 2009 года. До июня 2020 года автобус производился в Южной Корее, однако в связи с распространением пандемии COVID-19 производство было передано во Вьетнам.

## Модификации
- BH090 Royal Star (2002 — настоящее время).
- BH113 Royal Ace (1994—1998).
- BH115 (1984—2007).
- BH115(L) (1987—1994).
- BH115Q (1984—1986).
- BH115H Royal Express (1986—1999).
- BH115E Royal Economy (1998—2007).
- BH116 Royal Luxury (1997—2009).
- BH117H Royal Kluster (1995—2007).
- BH119H Royal Special (2003—2007).
- BH120 (1981—2009).
- BH120S (1983—1985).
- BH120H Royal Super (1985—1992).
- BH120F Royal Cruiser (1992—2009)[1][2][3].

## Галерея

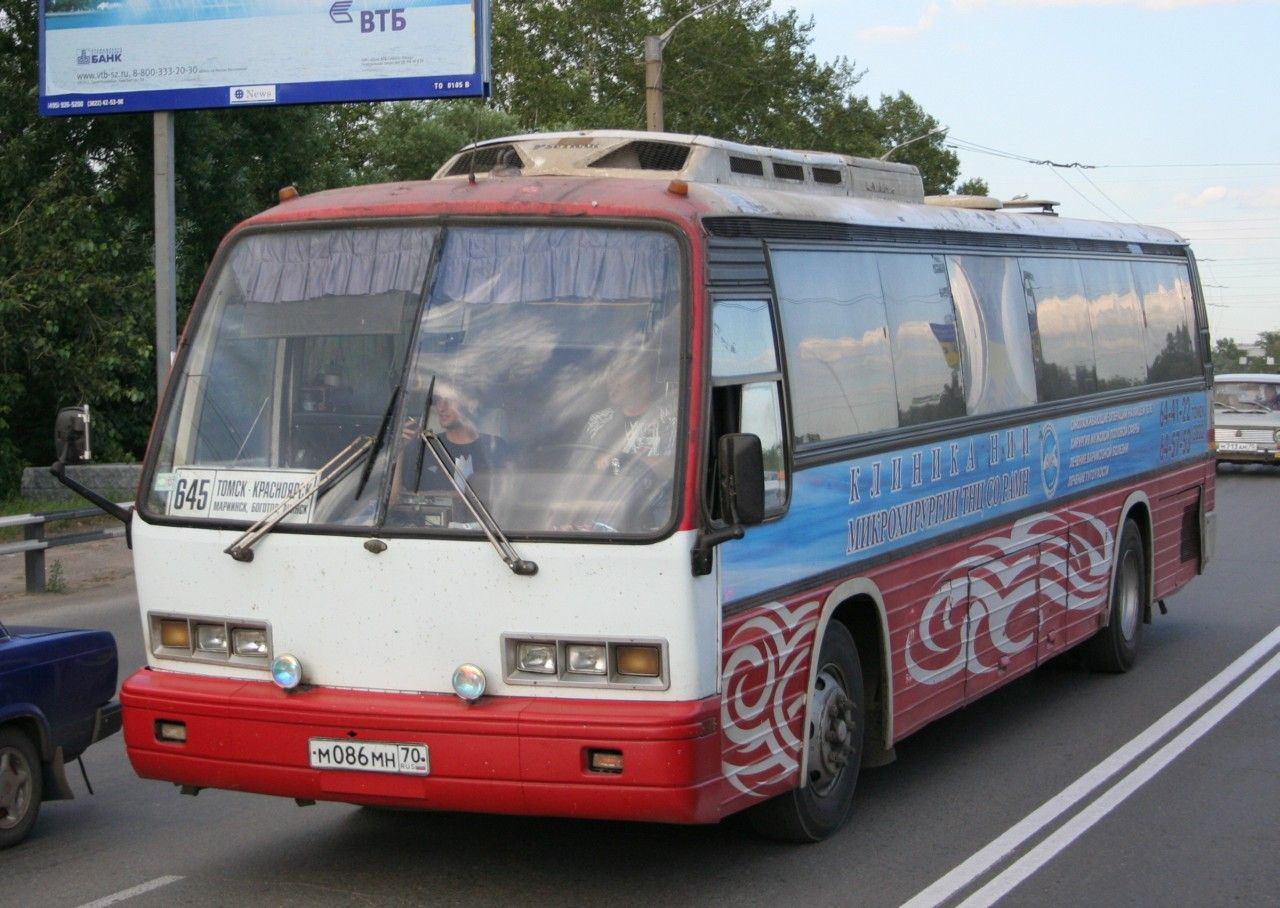
Daewoo BH115H Royal Express
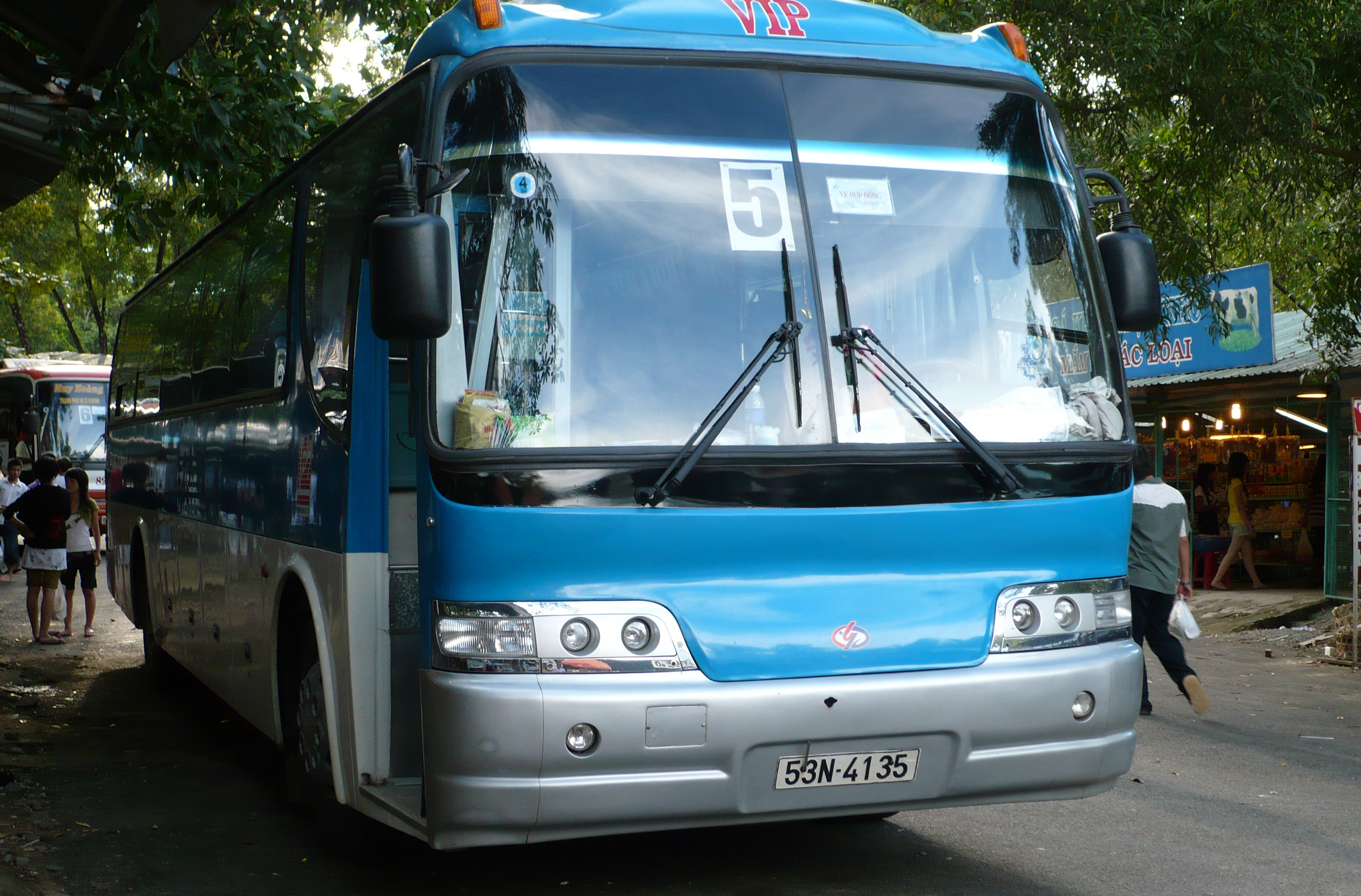
Daewoo BH115H Royal Economy
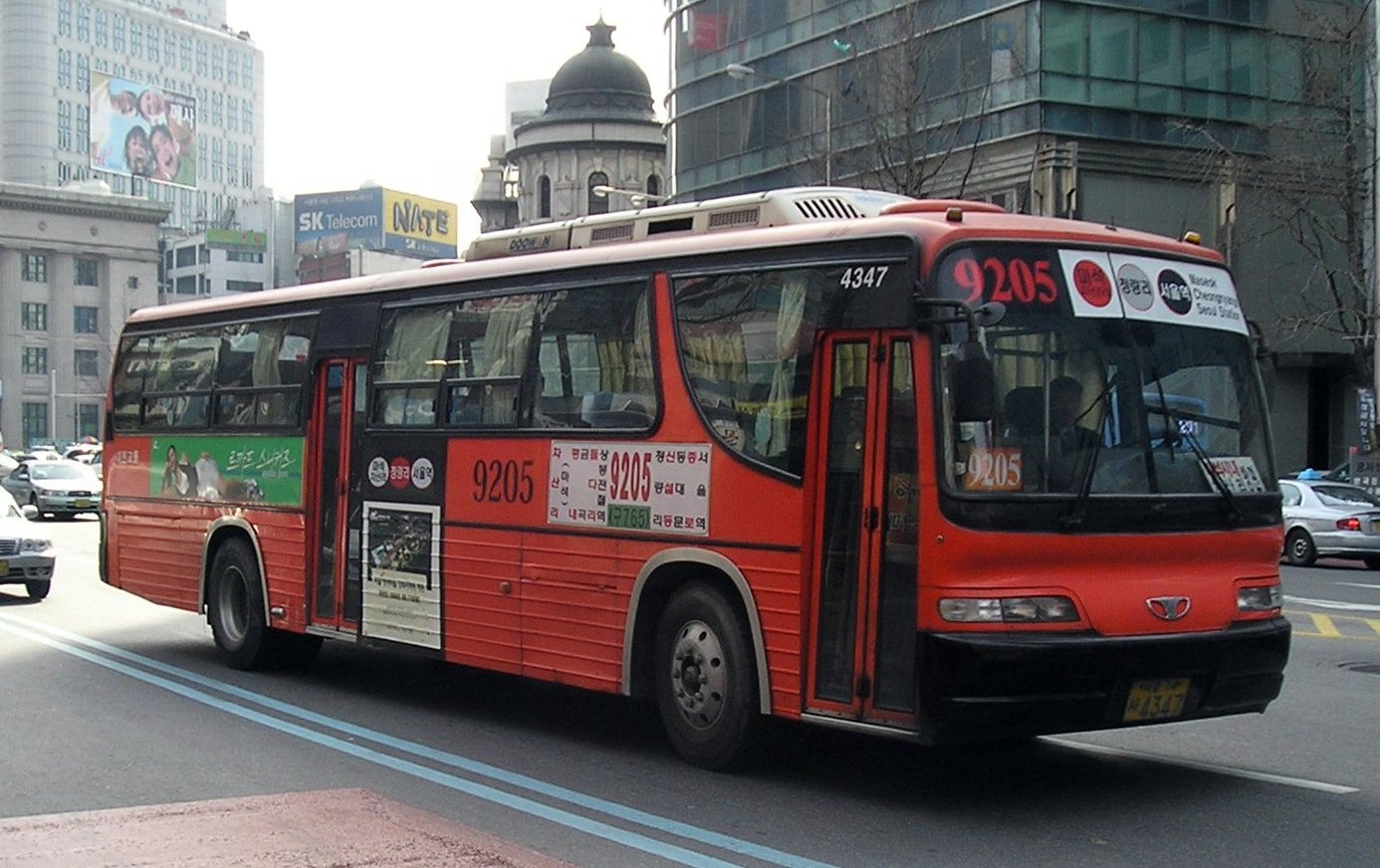
Daewoo BH116 Royal Luxury
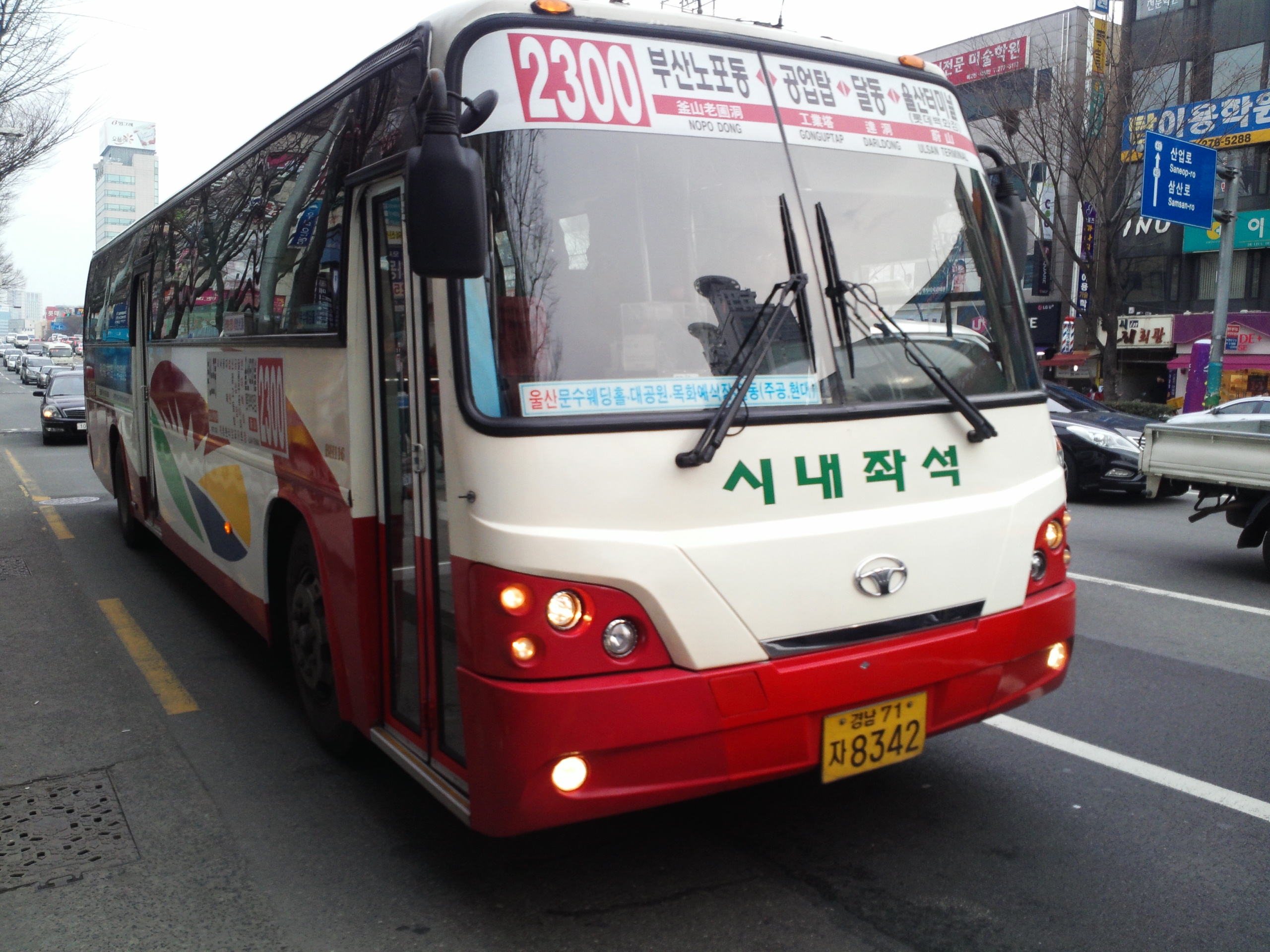
Daewoo BH116 Royal Luxury
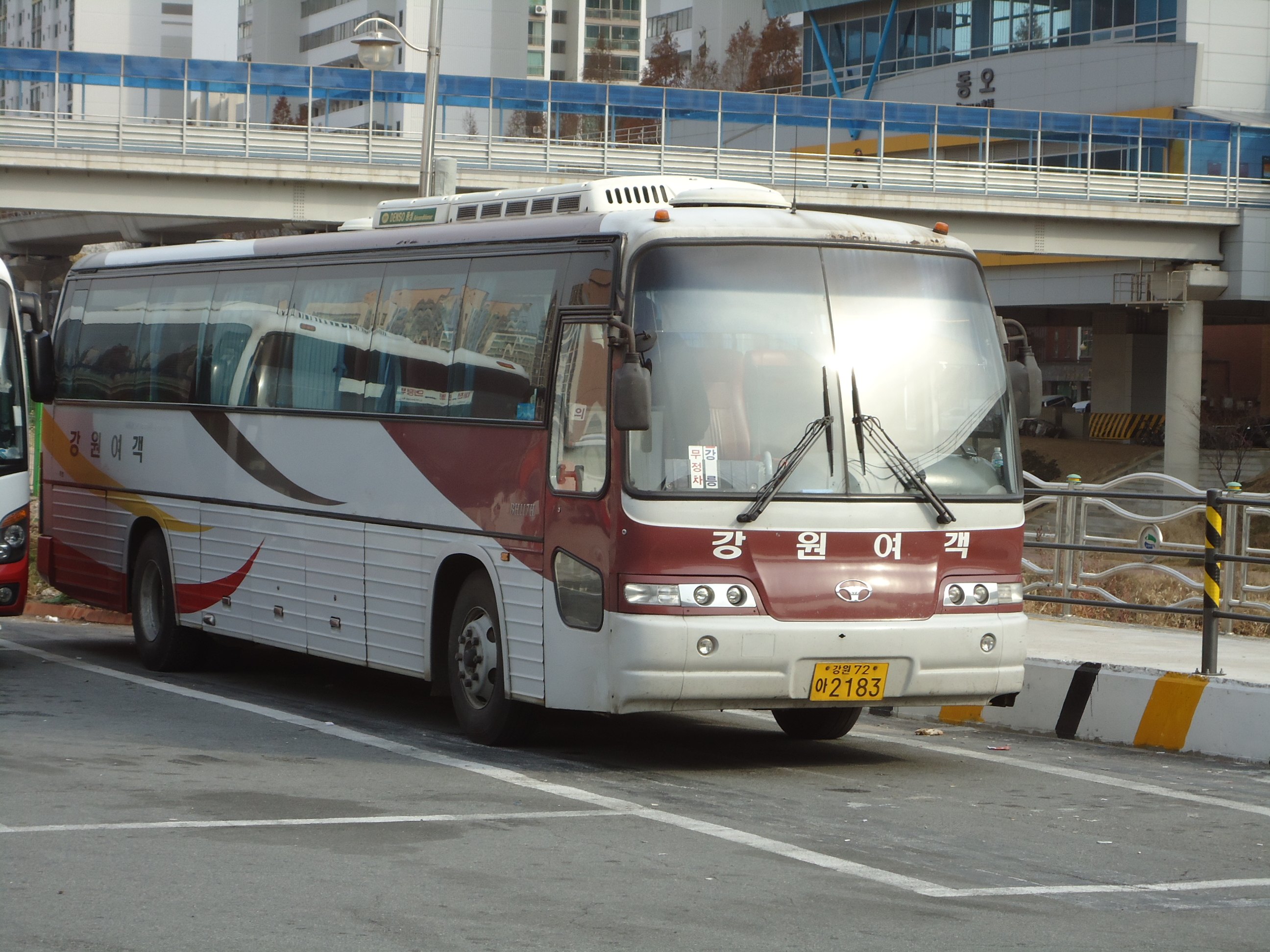
Daewoo BH117H Royal Kluster
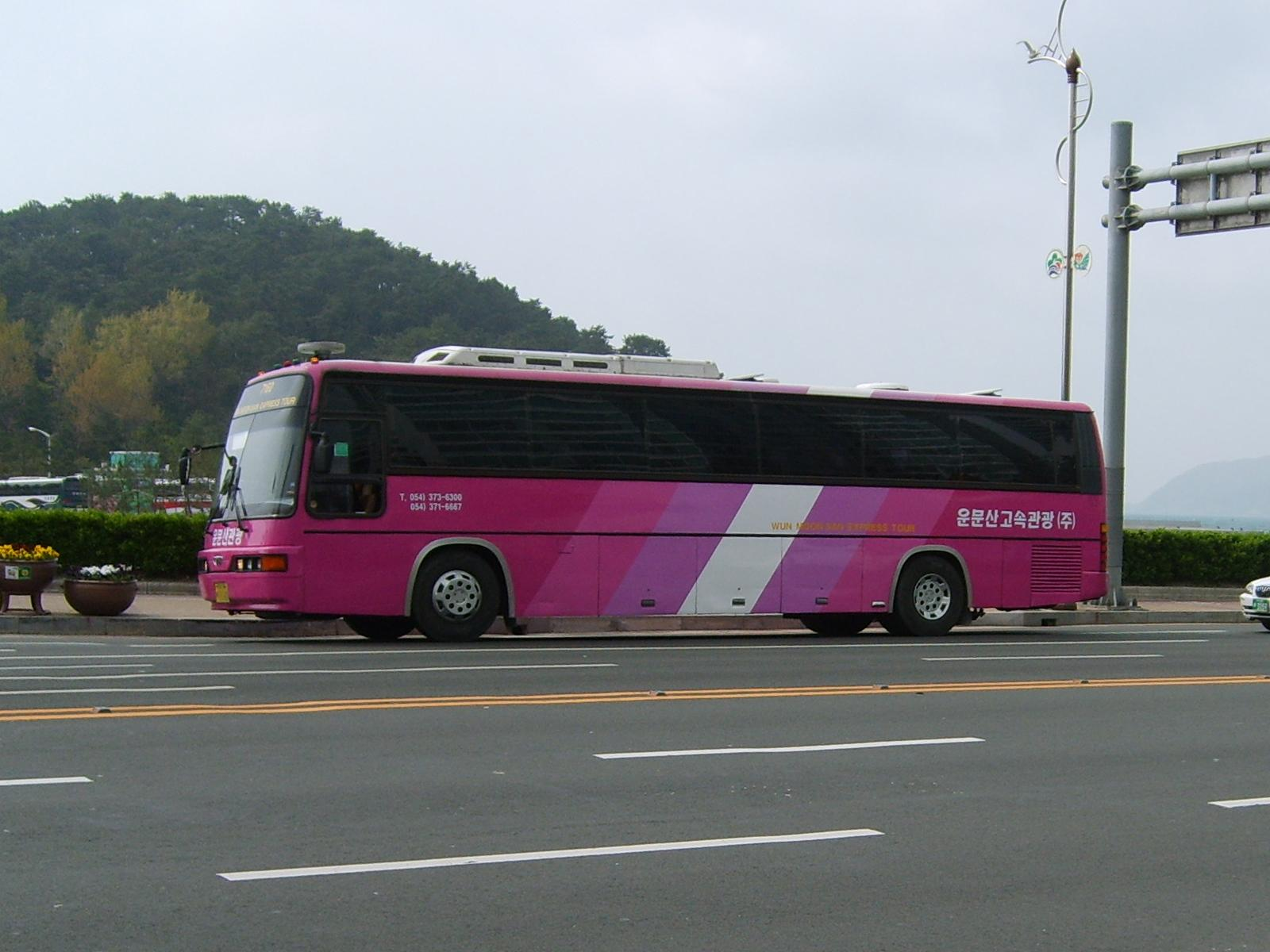
Daewoo BH120F
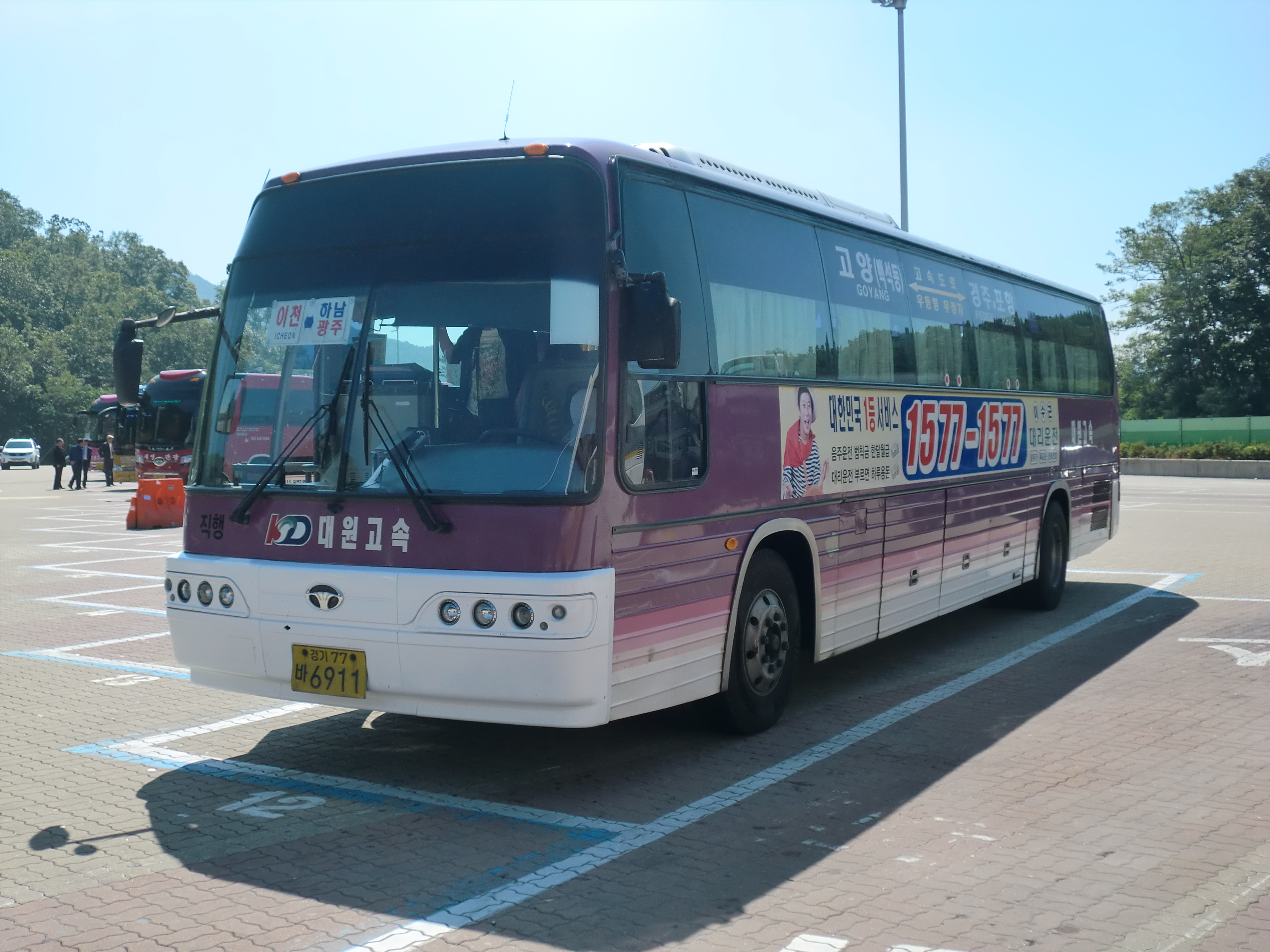
Daewoo BH120F
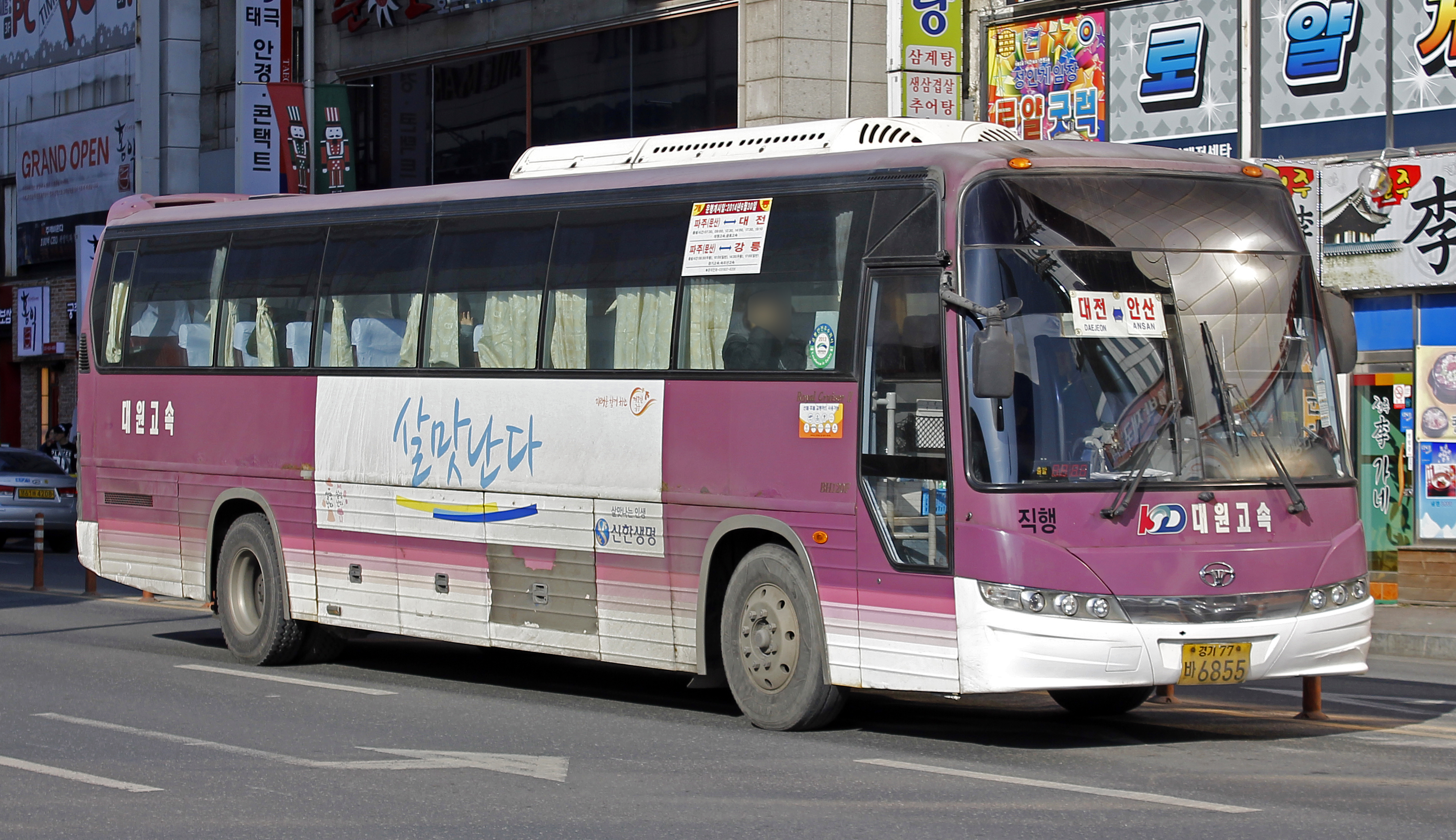
Daewoo BH120F